# Taudaha-See
Der Taudaha-See ist ein kleiner See im Distrikt Kathmandu innerhalb der nepalesischen Provinz Bagmati. Der Name Taudaha leitet sich aus den Wörtern Ta (Schlange) und Daha (See) der Newari-Sprache ab.

## Geographie
Der See befindet sich auf der Südseite des Kathmandu-Tals auf einer Höhe von etwa 1400 m. Er ist etwa 6,5 m tief. Um den See befinden sich einige Reisterrassen. Die Temperaturen im Tal liegen zwischen 10 und 26 °C.

## Kultur
Der Taudaha-See ist von religiöser Bedeutung. Er soll laut Mythologie der Überrest eines ehemaligen Sees sein, der durch Manjushri trockengelegt wurde. Um den erzornten König der Schlangen Karkotak daraufhin zu besänftigen, wurde in ihm ein prunkvoller Unterwasserpalast gebaut. Unter der Bedingung, dass die Menschen den See respektieren und in Ruhe lassen, beschützt der König der Schlangen seitdem die Anwohner. Hindus pilgern für das „Schlangenfest“ Naag Panchami, das meist im Juni oder Juli stattfindet, zum See.

## Fauna
Mindestens eine im See vorkommende Schlangenart ist die semi-aquatisch lebende Gewöhnliche Fischnatter. Zur Avifauna des Sees zählen unter anderem der Nachtreiher, der Graureiher, der Paddyreiher, der Kormoran, der Waldpieper, die Rostgans, die Streifengans, die Tafelente (gefährdet), die Spießente, die Reiherente und die Löffelente.

Tiere im Taudaha-See
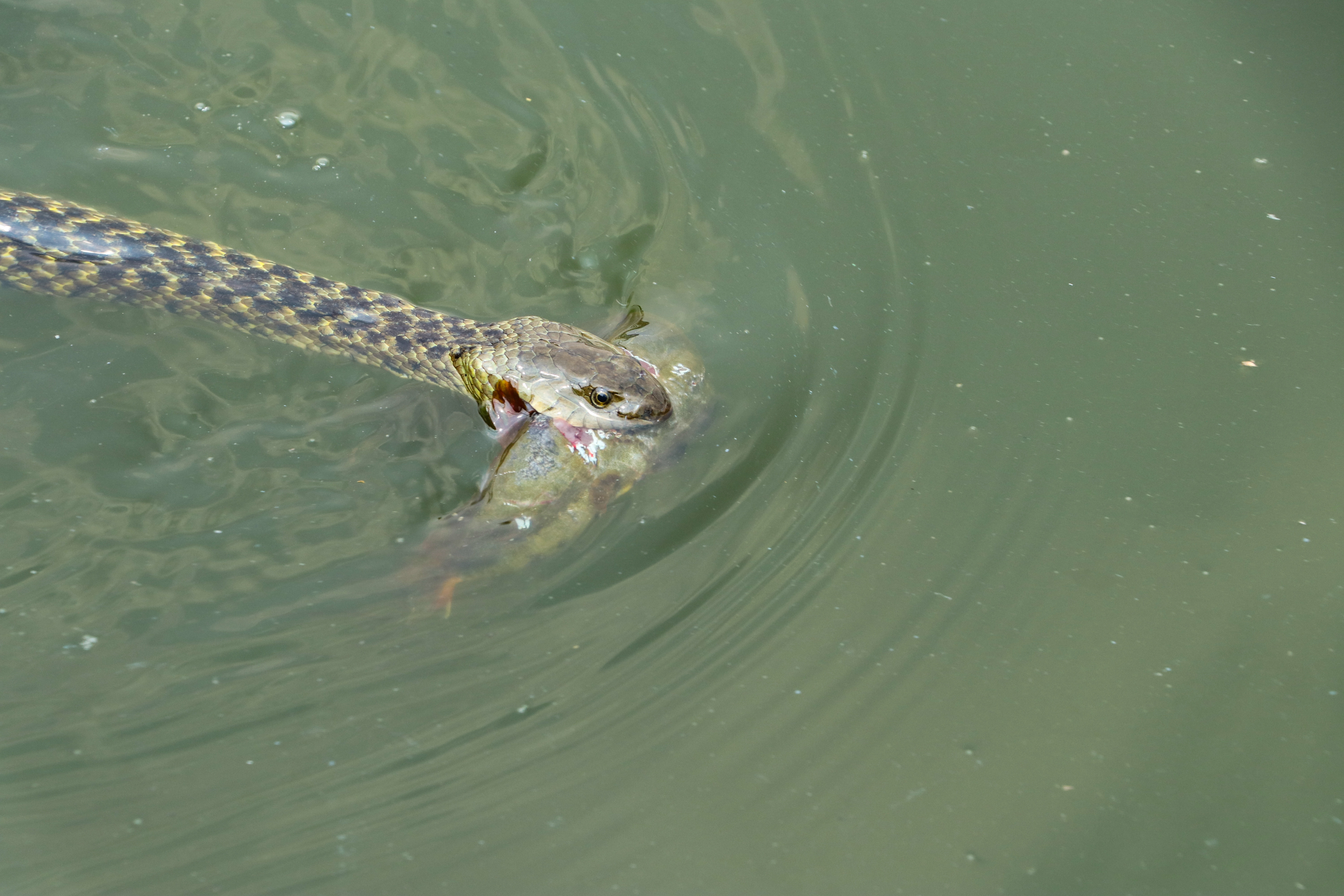
Gewöhnliche Fischnatter mit Fisch
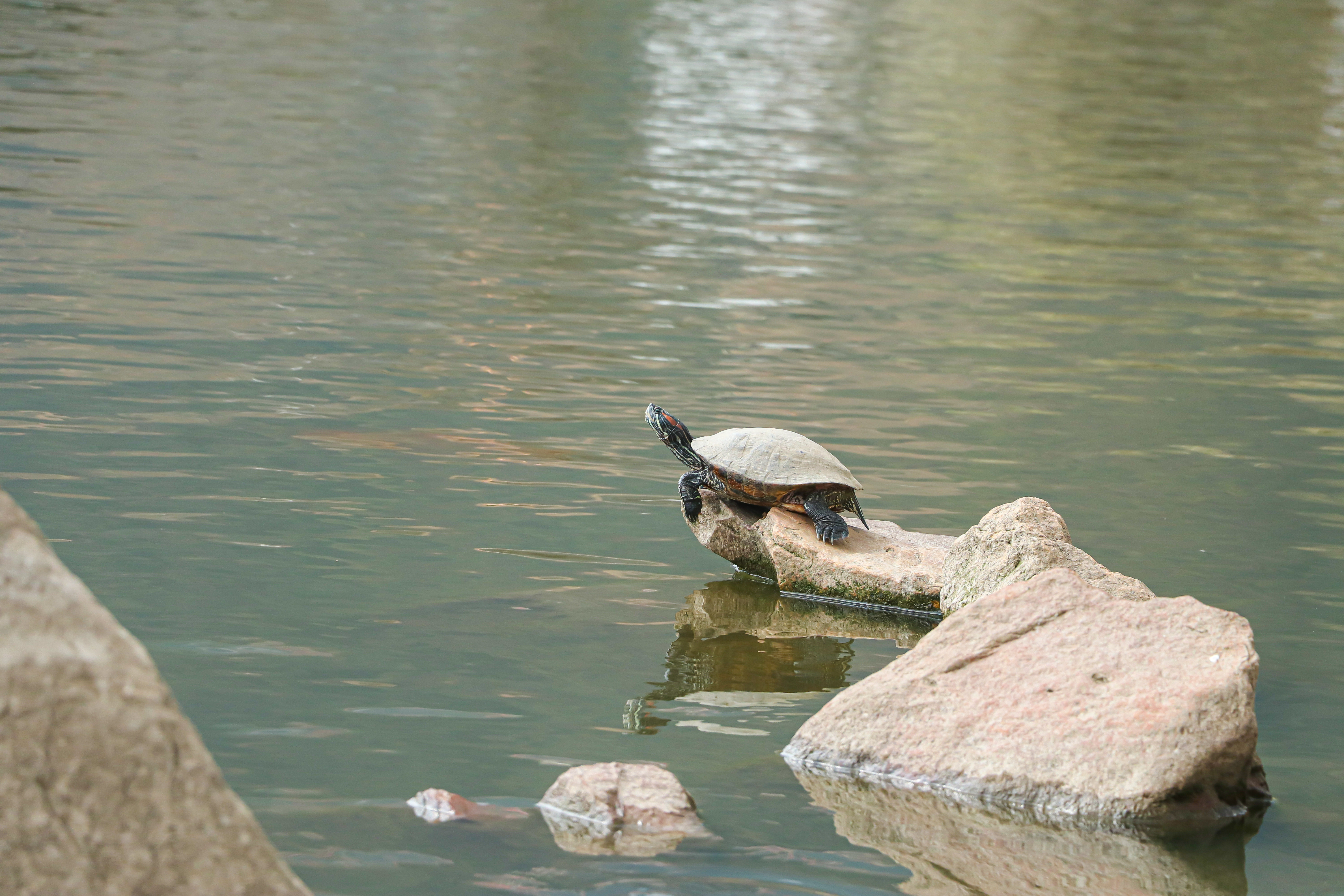
Rotwangen-Schmuckschildkröte
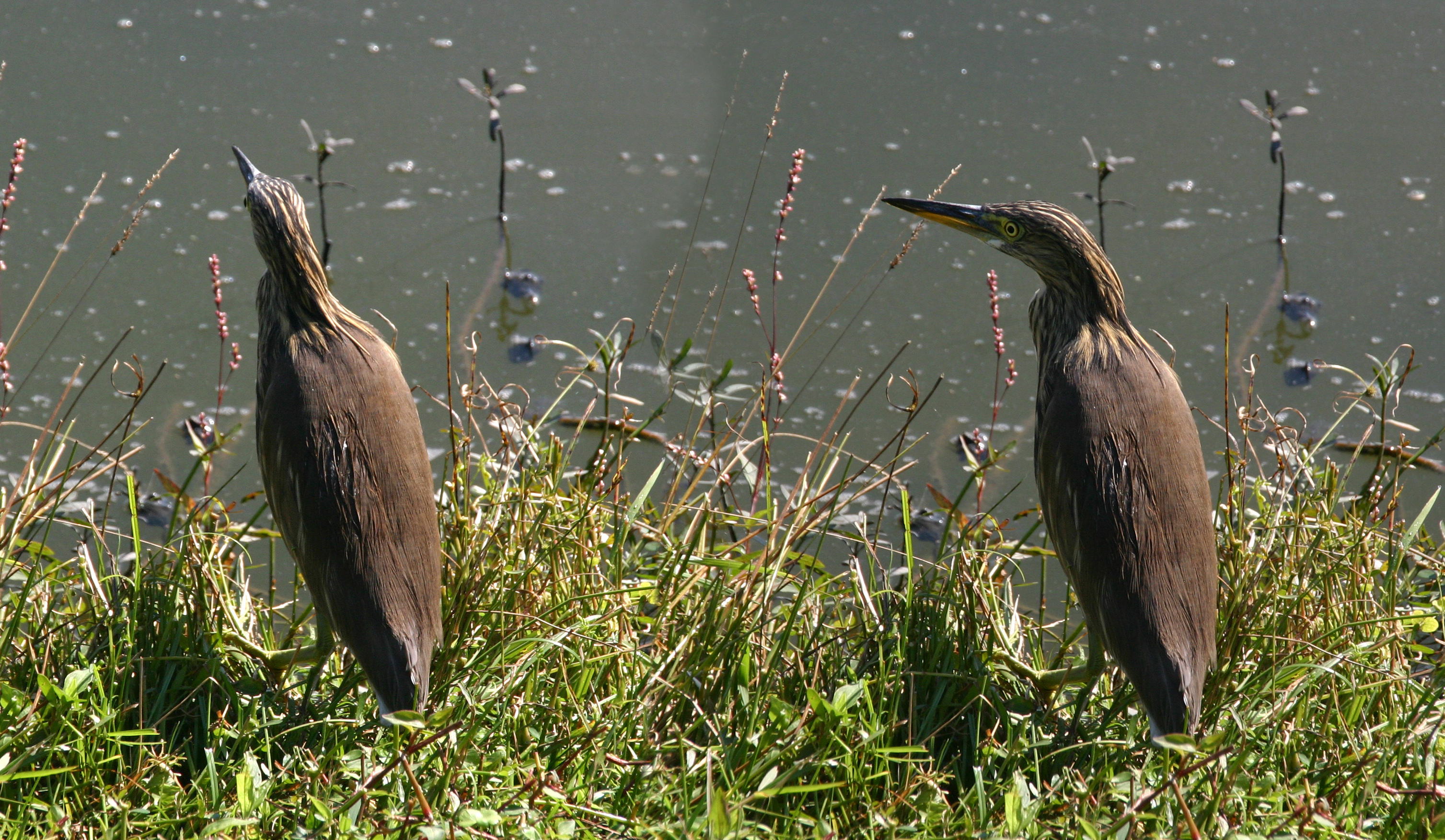
Paddyreiher am See
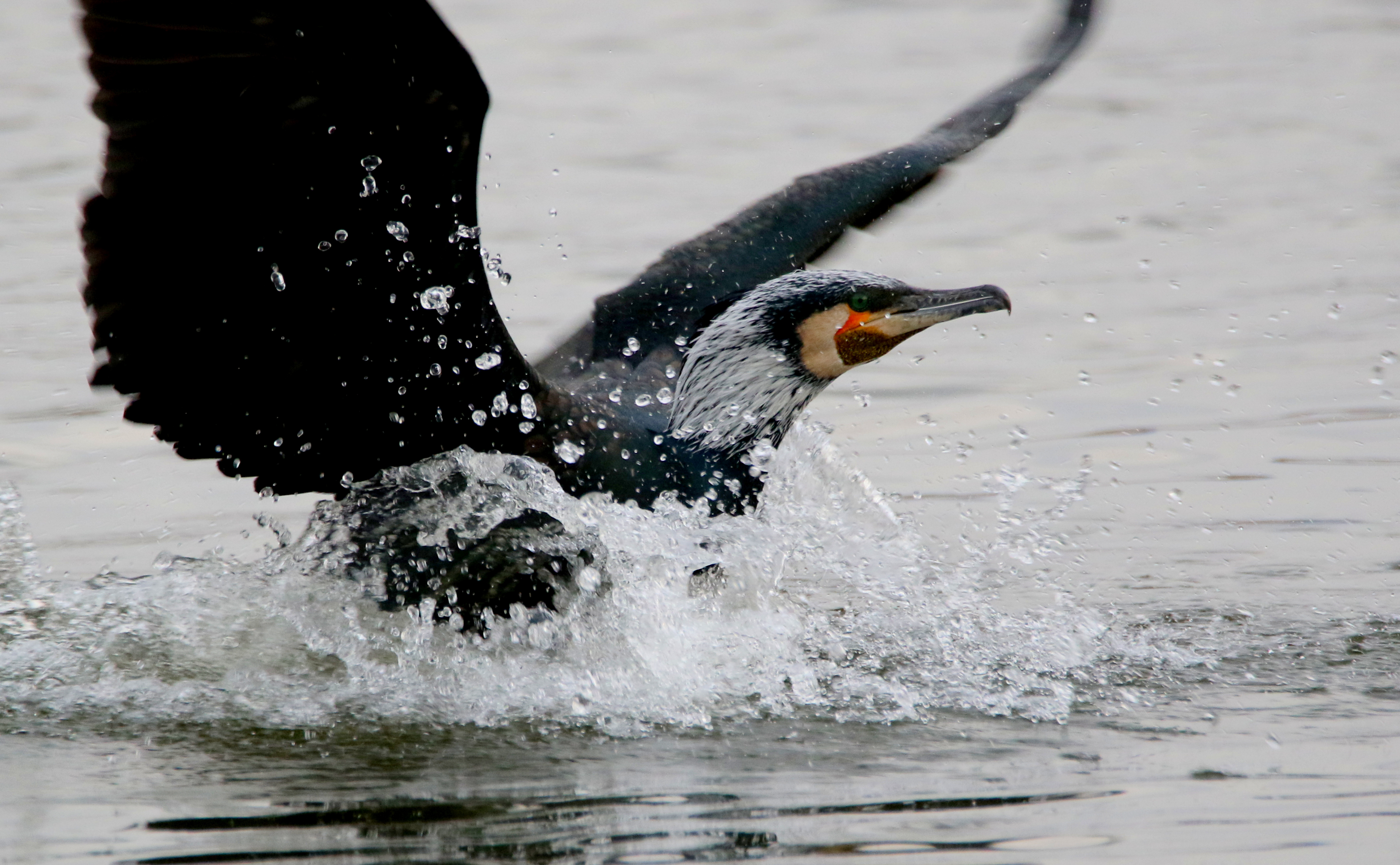
Kormoran im Prachtkleid
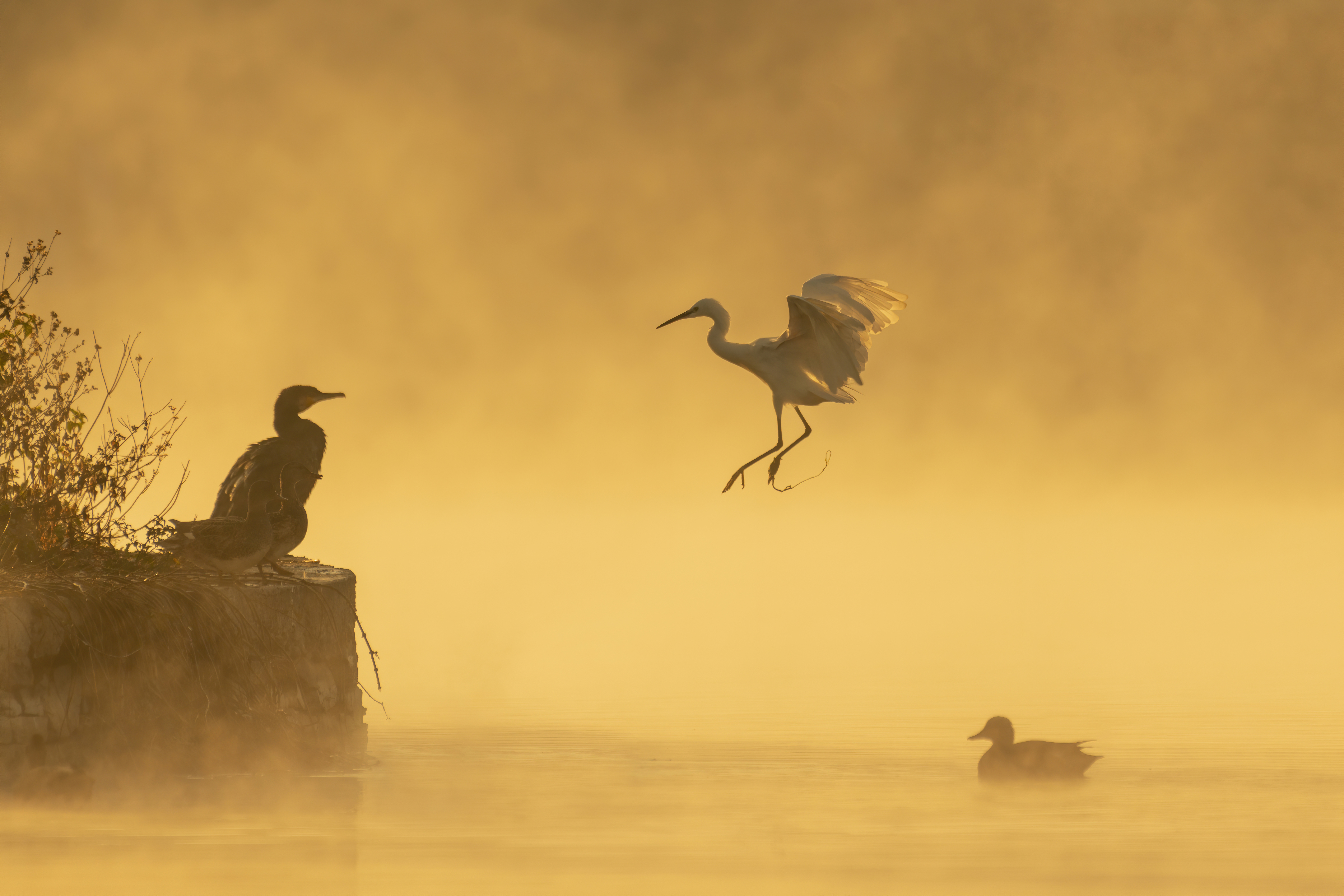
Kormoran, Seidenreiher und Schnatterente